# Mantella betsileo
Espèce
Synonymes
- Dendrobates betsileo Grandidier, 1872

Statut de conservation UICN

 LC  : Préoccupation mineure
Statut CITES
Mantella betsileo est une espèce d'amphibiens de la famille des Mantellidae.

## Répartition
Cette espèce est endémique de Madagascar. Elle se rencontre du niveau de la mer jusqu'à 900 m d'altitude sur un large territoire dans l'Ouest et le Sud-Ouest de l'île, ainsi que dans les environs d'Isalo et d'Antsirabe,.

## Description
Mantella betsileo mesure de 18 à 26 mm. Son dos varie du jaunâtre ou orangé au brun clair. ses flancs sont noirs. Une ligne claire longe la lèvre supérieure. Son ventre est noir avec des taches bleues qui sont plus marquées au niveau de la gorge et où elles forment un demi-cercle sous la lèvre inférieure. Ses membres sont grisâtres ; ses pattes arrière présentent des bandes noires.

## Étymologie
Son nom d'espèce lui a été donné en référence au lieu de sa découverte, le pays des Betsileos.

## Publication originale
- Grandidier, 1872 : Descriptions de quelques Reptiles nouveaux découverts à Madagascar en 1870. Annales des sciences naturelles-zoologie et biologie animale, sér. 5, vol. 15, p. 6-11 (texte intégral).